# Pierre-Louis Baudot
Pierre-Louis Baudot (Dijon, 1760-Pagny, 1816) fue un arqueólogo francés.

## Biografía
Nacido en 1760 en la ciudad francesa de Dijon, se dedicó al estudio de la numismática y de la arqueología. Baudot, que publicó varias disertaciones en la Magasin enciclopédique, era propietario de una biblioteca con numerosos manuscritos relativos a la historia de Borgoña, así como de un gabinete de antigüedades y medallas. Falleció el 4 de marzo de 1816 en Pagny.